# Małoje Sołdatskoje
Małoje Sołdatskoje (ros. Малое Солдатское) – wieś (ros. село, trb. sieło) w zachodniej Rosji, centrum administracyjne sielsowietu małosołdatskiego rejonu biełowskiego w obwodzie kurskim.

## Geografia
Wieś położona jest nad rzeką Ilok, 3 km od centrum administracyjnego Biełaja i 85 km od Kurska.
Ulice wsi to (stan na rok 2020):  Chutorskaja, Szyrokaja, Sadowaja, Nabierieżnaja, Riecznaja, Sojuznaja, Ługowaja, Centralnaja, Zielonaja, Mołodiożnaja, Jubilejnaja.

## Demografia
W 2010 r. miejscowość zamieszkiwało 801 osób.

## Zabytki
- Cerkiew św. Jerzego Męczennika (1870)[2]